# Сретенский округ
Сре́тенский о́круг — административно-территориальная единица Дальневосточного края, существовавшая в 1926—1930 годах. Административный центр — город Сретенск.
4 января 1926 года с упразднением Дальневосточной области ликвидирована Забайкальская губерния и образован Дальневосточный край. В его составе образован Сретенский округ, включивший территории бывших уездов — Сретенского и Нерчинского.
Первоначально округ был разделён на 8 районов: Газимуро-Заводский район, Жидкинский район, Нерчинский район, Нерчинско-Заводский район, Олинский район, Сретенский район, Усть-Карский район и Чернышевский район.
30 июля 1930 года Сретенский округ был передан в состав новообразованного Восточно-Сибирского края, одновременно с этим, как и большинство остальных округов СССР, округ был упразднён. Его районы отошли в прямое подчинение Восточно-Сибирского края.
Население округа в 1926 году составляло 201,6 тыс. человек (без иностранцев, которых было 2,4 тыс.). Из них русские — 94,7 %; эвенки — 2,1 %; украинцы — 1,2 %.